# Larnaud
Larnaud – miejscowość i gmina we Francji, w regionie Burgundia-Franche-Comté, w departamencie Jura.
Według danych na rok 1990 gminę zamieszkiwało 449 osób, a gęstość zaludnienia wynosiła 42 osoby/km² (wśród 1786 gmin Franche-Comté Larnaud plasuje się na 346. miejscu pod względem liczby ludności, natomiast pod względem powierzchni na miejscu 395.).